# Georges Sorel
Georges Eugène Sorel (Cherbourg, 2 de novembre del 1847 - Boulogne, 29 d'agost del 1922) va ser un filòsof i sindicalista revolucionari francès. Era enginyer de formació, i pro-Dreyfus.

## Ideari
Sorel influí en els sindicalistes nacionalistes italians com Vilfredo Pareto i Benedetto Croce que al seu torn van ser l'origen del feixisme italià.
Abans d'abraçar el marxisme ortodox havia estat monàrquic i tradicionalista i de fet en la seva obra continuà en part exposant punt de vista conservadors i es pot considerar un marxista molt heterodox criticant o refusant aspectes com el materialisme històric i l'internacionalisme proletari a més de no considerar una veritat científica al pensament de Marx.
Sorel es mostrà favorable a l'anarcocol·lectivisme de Mikhaïl Bakunin. Com Proudhon, va veure el socialisme en primer lloc com una qüestió moral. Molt influenciat per Henri Bergson i les seves crítiques tant al materialisme científic com a l'obra de Nietzsche.
Sorel era un marxista voluntarista i no creia que la revolució fos inevitable sinó que recolzava l'acció directa i les vagues, boicots i sabotatges. Per a Sorel era molt important presentar un mite per tal que les masses entressin en una acció concertada i aquesta idea va ser portada a terme pel feixisme de principi de segle xx.
Pensava, seguint la tradició francesa jacobina, que només a través de la força es podien canviar les situacions. Lloà Charles Maurras, Action Française, Lenin i Mussolini per l'atac que feien a la democràcia burgesa.
A Sorel se'l pot considerar com d'idees dretanes o esquerranes i fins i tot en la seva opció per les vagues revolucionàries han influït en l'anarcosindicalisme.

## Obres
- Contribution à l'étude profane de la Bible (Paris, 1889)
- Le Procès de Socrate, Examen critique des thèses socratiques (Paris: Alcan, 1889)
- Questions de morale (Paris, 1900)
- La Ruine du monde antique: Conception matérialiste de l'histoire (Paris, 1902)
- Introduction à l'économie moderne (Paris, 1903)
- La crise de la pensée catholique (Paris, 1903)
- Le Système historique de Renan (Paris, 1905-1906)
- Les préoccupations métaphysiques des physiciens modernes (Paris, 1907)
- La Décomposition du Marxisme (Paris, 1908); translation as The Decomposition of Marxism by Irving Louis Horowitz in his Radicalism and the Revolt against Reason; The Social Theories of Georges Sorel (Humanities Press, 1961; Southern Illinois University Press, 1968).
- Les illusions du progrès (1908); Translated as The Illusions of Progress by John and Charlotte Stanley with a foreword by Robert A. Nisbet and an introduction by John Stanley (University of California Press, 1969, ISBN 0-520-02256-4)
- Réflexions sur la violence (1908); translated as Reflections on Violence first authorised translation by T. E. Hulme (B. W. Huebsch, 1914; P. Smith, 1941; AMS Press, 1975, ISBN 0-404-56165-9); in an unabridged republication with an introduction by Edward A. Shils, translated by T.E. Hulme and J. Roth (The Free Press, 1950; Dover Publications, 2004, ISBN 0-486-43707-8, pbk.); edited by Jeremy Jennings (Cambridge University Press, 1999, ISBN 0-521-55117-X, hb)
- La révolution dreyfusienne (Paris, 1909)
- Matériaux d'une théorie du prolétariat (Paris, 1919)
- De l'utilité du pragmatisme (Paris, 1921)
- Lettres à Paul Delesalle 1914-1921 (Paris, 1947)
- D'Aristotle à Marx (L'Ancienne et la nouvelle métaphysique) (Paris: Marcel Rivière, 1935)
- From Georges Sorel: Essays in Socialism and Philosophy edited with an introduction by John L. Stanley, translated by John and Charlotte Stanley (Oxford University Press, 1976, ISBN 0-19-501715-3; Transaction Books, 1987, ISBN 0-88738-654-7, pbk.).
- From Georges Sorel: Volume 2, Hermeneutics and the Sciences edited by John L. Stanley, translated by John and Charlotte Stanley (Transaction Publishers, 1990, ISBN 0-88738-304-1).
- Commitment and Change: Georges Sorel and the idea of revolution essay and translations by Richard Vernon (University of Toronto Press, 1978, ISBN 0-8020-5400-5)
- Social foundations of contemporary economics translated with an introduction by John L. Stanley from Insegnamenti sociali dell'economia contemporanea (Transaction Books, 1984, ISBN 0-87855-482-3, cloth)